# تقسیم شمال-جنوب

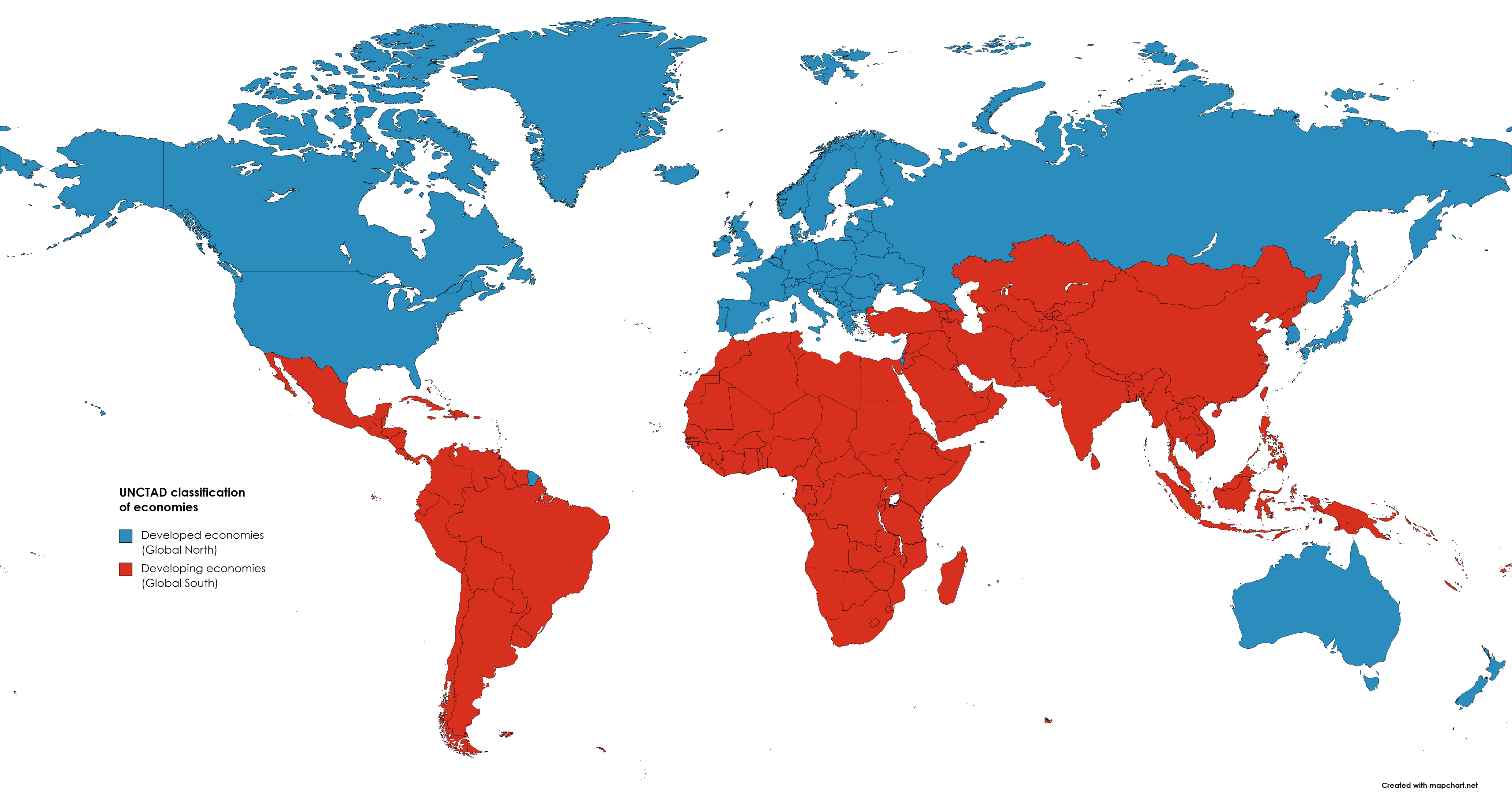
نقشه تعریف مرسوم از تقسیم شمال-جنوب

تقسیم شمال-جنوب (انگلیسی: North–South divide) تقسیم جهان به شمال و جنوب است که به طور گسترده به عنوان تقسیم‌بندی اجتماعی، اقتصادی و سیاسی در نظر گرفته می‌شود. عموماً کشورهای آمریکا، کانادا، اروپا، کشورهای توسعه‌یافته آسیا ( گروه ببرهای آسیایی، هنگ‌کنگ، سنگاپور، کره‌جنوبی و تایوان ) و همچنین استرالیا و نیوزیلند کشورهای جهان شمال به حساب می‌آیند. شمالی‌ها همگی عضو گروه هشت هستند و چهار عضو دایم شورای امنیت سازمان ملل متحد از ۵ عضو نیز شمالی هستند. در مقابل آن، جهان جنوب (یعنی آفریقا و آمریکای لاتین و کشورهای در حال توسعه در آسیا) وجود دارد.